# Bandidos
Bandidos – międzynarodowy gang motocyklowy o amerykańskich korzeniach, stworzony w 1968 roku w Houston przez Donalda Chambersa. Według Departamentu Sprawiedliwości Stanów Zjednoczonych gang ma 2500 członków (jest drugim po Hells Angels pod względem liczby członków). Działa w 14 krajach.
W 2013 FBI zdobyło dowody na kontakty Bandidos z Los Angeles z meksykańskim kartelem narkotykowym Los-Zetas, we współpracy z którym dystrybuowali i przemycali narkotyki na terytorium USA.
17 maja 2015 w centrum handlowym w Waco (Teksas) doszło do strzelaniny pomiędzy członkami różnych gangów motocyklowych, w której wziął również udział gang Bandidos. Zginęło wtedy 9 osób, 18 zostało rannych.

## Logo
Jako logotyp Donald Chambers dla swojej grupy wybrał postać meksykańskiego bandyty z dużym sombrero na głowie, mierzącego z rewolweru trzymanego w jednej dłoni i maczetą w drugiej. Żółto-złoty kolor ich naszywek jest wyrazem hołdu dla amerykańskich żołnierzy z czasu Wojny w Wietnamie, pierwotnych założycieli grupy. W logotypie Bandidos widać również symbol „1%”, co oznacza ich przynależność do 1-procentowców.